# Sinogram (medycyna)
Sinogram – tablica danych uzyskanych podczas tomografii komputerowej (np. PET). Sinogram uzyskuje się poprzez zapisanie w wierszach tabeli kolejnych wyników projekcji (każda projekcja wykonywana jest pod innym kątem).  Nazwa 'sinogram' wywodzi się od sinusoidalnego wyglądu zmian intensywności przedstawionych w tej tablicy. Sinogram nie jest przydatny podczas diagnostyki – musi zostać poddany dalszej obróbce komputerowej, tzw. rekonstrukcji. Istnieje kilka metod rekonstrukcji np.: Metoda Filtrowanej Projekcji Wstecznej lub algorytmy iteracyjne.

Przeczytaj ostrzeżenie dotyczące informacji medycznych i pokrewnych zamieszczonych w Wikipedii.